# ویلهلم هاینه

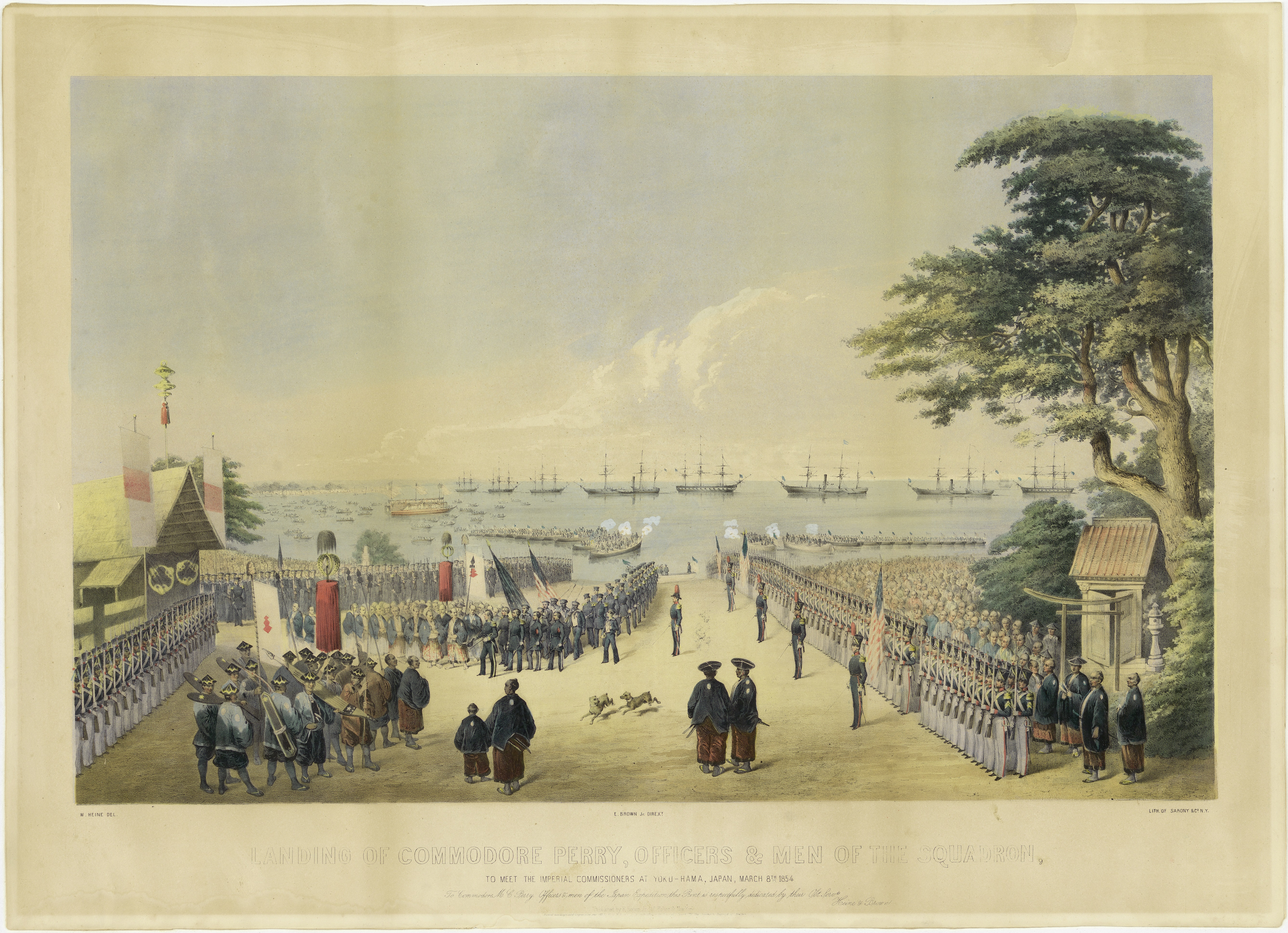
ورود پری به کاناگاوا، یکی از آثار نقاشی شده توسط ویلهم هاینه

ویلهلم هاینه (انگلیسی: Wilhelm Heine; ۳۰ ژانویهٔ ۱۸۲۷ – ۵ اکتبر ۱۸۸۵) افسر (ارتش)، و نقاش اهل آلمان بود.